# Canto de los tres jóvenes en el horno

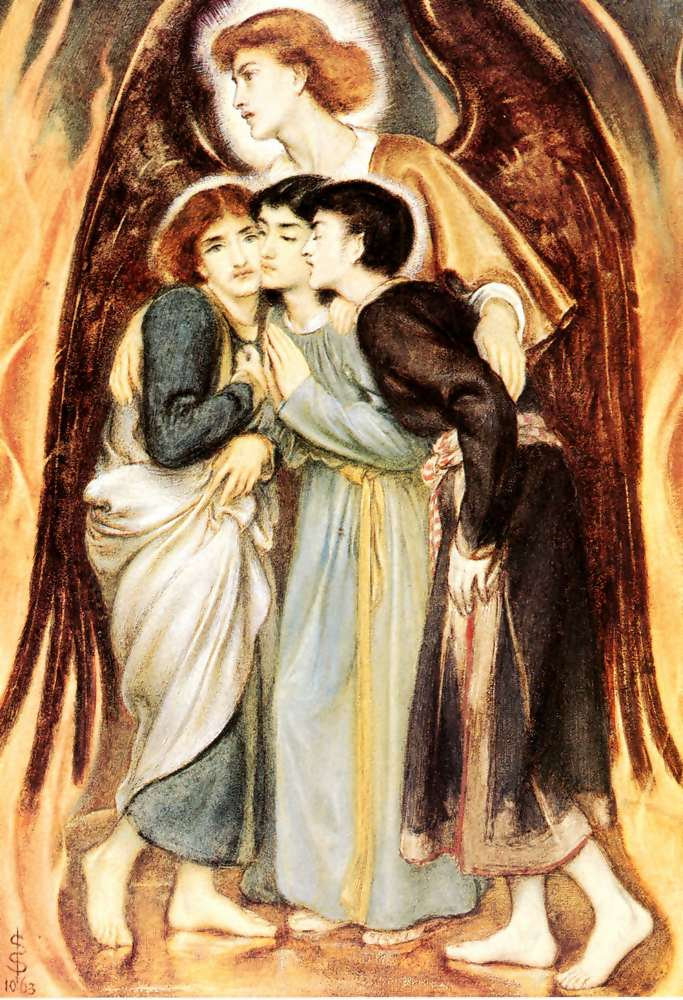
Hananías, Azarías y Misael, los tres jóvenes del libro de Daniel en una pintura de Simeon Solomon de 1863.

El horno ardiente es una historia del Libro de Daniel (capítulo 3) en el Tanakh (Antiguo Testamento). Es una historia conocida entre judíos y cristianos.
En la historia tres jóvenes judíos: Ananías (Shadrach), Misael (Meshach) y Azarías (Abednego) desafían la orden del rey Nabucodonosor II de Babilonia de que se inclinen y adoren un ídolo de oro que mandó construir el monarca. Nabucodonosor, furioso al ver que es desobedecido, ordena que los muchachos sean arrojados a un horno, donde milagrosamente no son quemados por las llamas y sobreviven a la experiencia incólumes. El rey contempla en el horno a una cuarta figura (un ángel o espíritu divino) y el rey espantado se acercó a la puerta del horno de fuego y les dijo a los tres que salieran. Después de que los tres jóvenes salieron del horno, Nabucodonosor decretó que cualquiera que dijere blasfemia contra el Dios de los judíos sea descuartizado y su casa convertida en muladar por cuanto no hay dios que pueda salvar como este. (Daniel 3)
En la versión de la biblia católica de esta historia se añaden dos partes adicionales que tienen lugar mientras los tres jóvenes están dentro del horno. En la "oración de Azarías", Azarías confiesa sus pecados y los pecados del pueblo de Israel y pide a su Dios que los salve para demostrar su poder a los babilonios. Entonces un ángel acude y hace que el interior del horno se vuelva fresco y agradable, y los tres jóvenes cantan un himno de alabanza a su Dios por salvarles, la "Canción de los Tres jóvenes", que se explica más adelante.

## El canto de los tres jóvenes

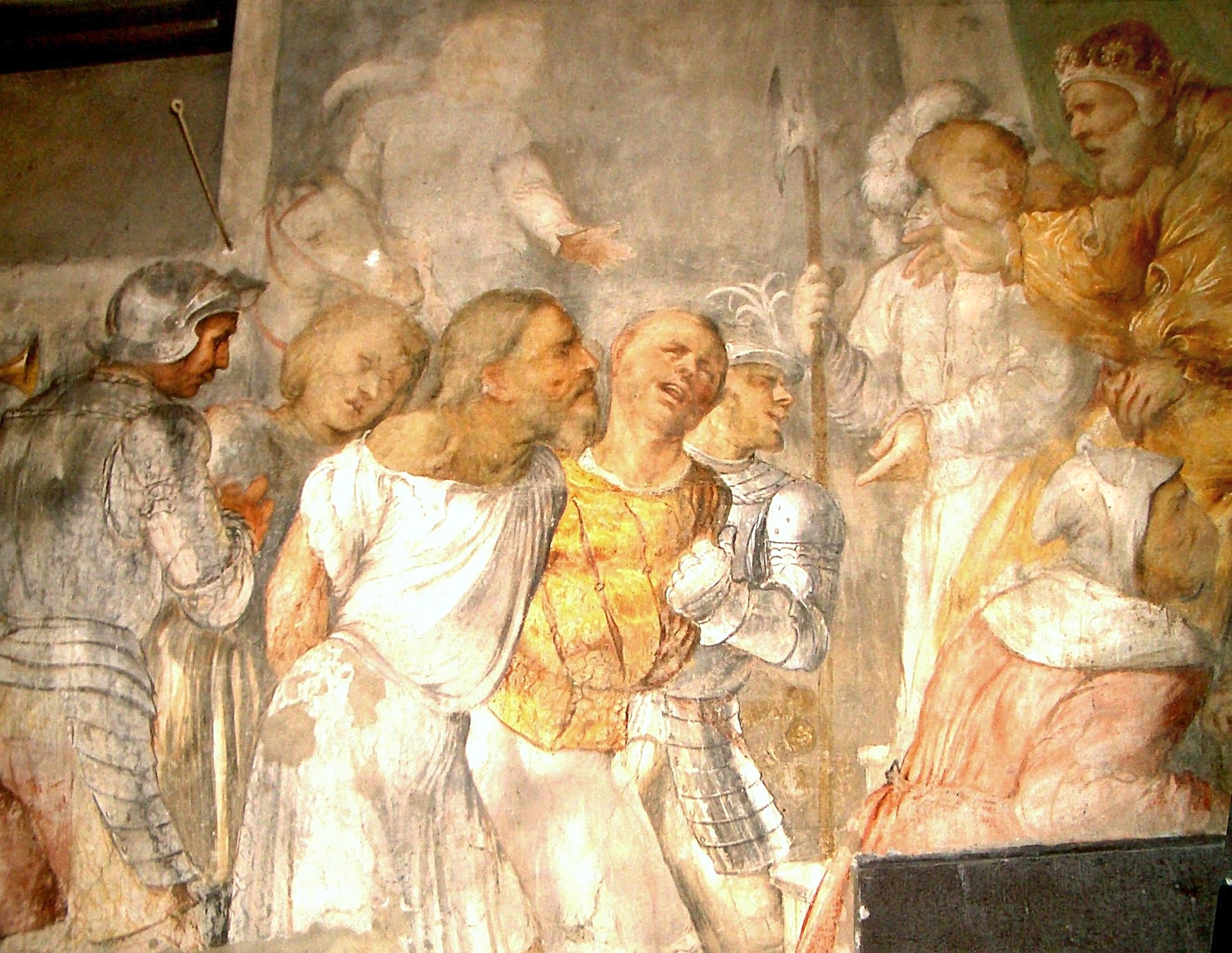
Los tres hebreos ante Nabucodonosor. Romanino, 1535.

El Canto de los tres jóvenes en el horno es un pasaje deuterocanónico que aparece tras el Daniel 3,23 en las Biblias católicas y ortodoxas, así como en la traducción griega antigua de la Septuaginta. No es reconocida como canónica por las tradiciones protestantes, considerándola como una adición apócrifa.
Según el relato, el rey de Babilonia Nabucodonosor II, construye una estatua de oro suya y ordena que sea adorada por todos sus súbditos. Estos tres jóvenes judíos que formaban parte del exilio hebreo en Babilonia, se niegan a adorar la estatua. El rey enloquece y manda asesinarlos introduciéndoles en un horno. Un ángel les protege del fuego y finalmente el rey decide dejarles marchar.
La oración y la canción no se encuentran en el texto arameo/hebreo del libro de Daniel, ni son citados en ningún texto antiguo existente. Sin embargo sí aparece en ciertas tradiciones como la griega, la siria y la latina.
Los orígenes del canto no son muy claros. Es incierto si el texto fue escrito originalmente en hebreo (o arameo) o en griego, aunque investigadores modernos concluyen que con base en la evidencia de la redacción, lo más probable es que fuera escrito originalmente en lengua semítica. La fecha de la autoría es asimismo incierta, aunque ciertos investigadores se muestran a favor de la primera o segunda centuria antes de Cristo.

## Uso litúrgico

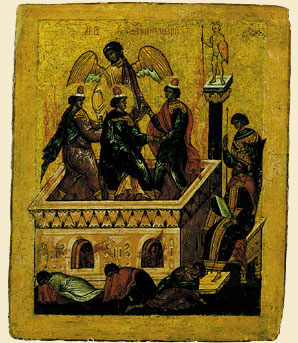
Los tres jóvenes en el horno ardiente. La cuarta figura ha sido interpretada en ocasiones como el Arcángel Miguel. Icono del de la escuela de Nóvgorod.

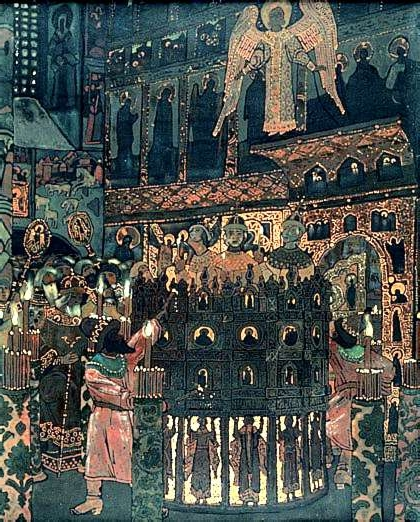
Representación del Canto en la catedral. Óleo de Nikolái Roerich.

La canción de los tres jóvenes está incluida en la odas 7 y 8 del canon himnográfico, un himno matinal cantado en el servicio de maitines y en otras ocasiones en la Iglesia ortodoxa oriental. La festividad de los tres jóvenes se celebra el 17 de diciembre junto con la del profeta Daniel. Los cristianos ortodoxos también conmemoran el milagro del horno ardiente en los dos domingos anteriores a la Navidad. La lectura del milagro y el canto del himno también se prescriben para la liturgia de vísperas celebrada por los ortodoxos en Sábado Santo. Los cristianos luteranos también conmemoran a los tres jóvenes, considerados profetas, en su santoral el 17 de diciembre junto al profeta Daniel.

## Uso político
En el siglo XVII en Inglaterra, los cuáqueros utilizaron esta historia de la Biblia para justificar su rebelión contra las diferencias judiciales, que ellos llamaban "Hat honour" (honor de sombrero).

## Personajes

### Ananías(Shadrach)
Ananías (en hebreo "Yahvé es lleno de gracia") es un joven hebreo en el Libro de Daniel en la Biblia, a quien Nabucodonosor llama Shadrach.
- En el universo bíblico se lo considera de una noble familia judía.
- Fue llevado cautivo a Babilonia tras la conquista del reino de Judá.
- En Babilonia fue educado para servir en la corte real.
- Fue rebautizado como Shadrach (un título honorífico para un dios babilonio.
- Junto con sus compañeros Daniel (Beltesazar), Mishael (Meshach), y Azarías (Abednego), rechazaron los alimentos del rey y comieron sólo vegetales para mantener su identidad judía.
- Junto con Mishael y Azarías se negó a inclinarse y adorar al ídolo de oro del rey Nabucodonosor, lo que llevó al episodio del horno ardiente.

### Misael
Misael, cuyo nombre babilonio era Meshack fue uno de los tres jóvenes compañeros judíos del profeta Daniel (Daniel 1:7; 2:49; 3:12-30). Su nombre significa "alimentar" o "proveer" (refiriéndose al papel del padre de familia) en hebreo. Su nombre Meshach posiblemente derivado de Mi·sha·aku, es aparente un giro lingüístico de "¿Quién es como Aku?" "¿Quién es como Dios?".

### Azarías
Azarías es el tercero de los tres jóvenes compañeros del profeta Daniel. Su nombre babilonio es Abed-nego. En hebreo es עֲבֵד־נְגוֹ. El nombre babilonio parece una corrupción deliberada de Abednebo, (servidor de Nebo) o Abednergo (servidor de Nergal).

### Rey Nabucodonosor

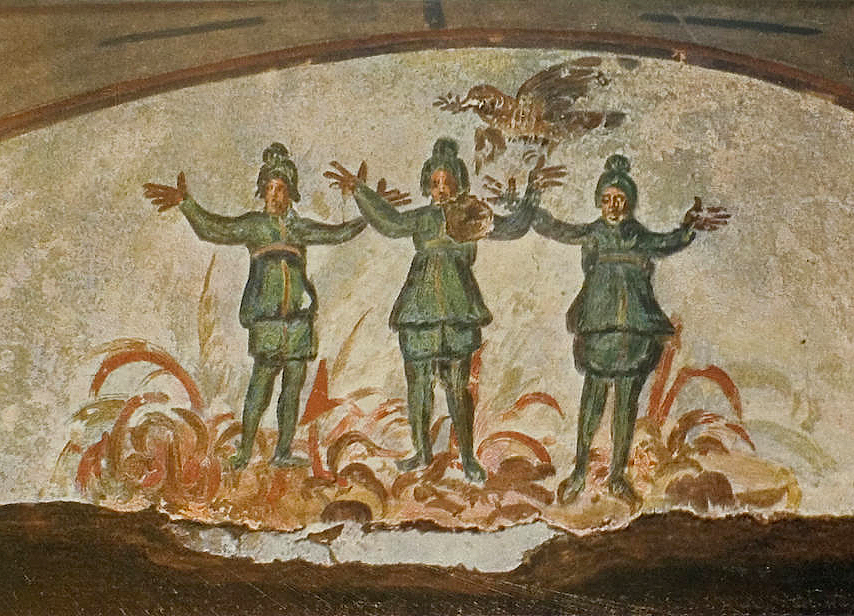
Pintura paleocristiana del s.IV d. C., procedente de la Catacumba de Priscila, en Roma, donde se recoge este pasaje del Antiguo Testamento.

## Influencia en la cultura
- La historia del horno ardiente es aludida en la canción Shadrach del álbum Paul´s Boutique (1989) de los Beastie Boys.
- La historia también se trata de un tema bastante común en la música reggae.
- La historia del horno ardiente se cuenta en la canción The Fourth Man in the Fire de Johnny Cash.
- El episodio Rack, Sack & Benny de VeggieTales está basado en este relato.
- El autor William Vollman presenta una visión idiosincrática de estas historia para expresar el color naranje en su relato "Scintillant Orange" de su colección The Rainbow Stories.
- El autor Robert Silverberg escribió una novela de ciencia ficción titulada Shadrach en el horno.
- La película de Serguéi Eisenstein Iván el Terrible incluye una representación de la historia en la Catedral de la Dormición en el Kremlin de Moscú.
- La letra de la obra de música electoacústica Gesang der Jünglinge del compositor Kalheinz Stockhausen está compuesta de los extractos bíblicos que conforman la historia de los tres jóvenes en el horno.